# Theologisches Studienhaus Greifswald
Koordinaten: 54° 5′ 32,6″ N, 13° 23′ 1,9″ O
Das Theologische Studienhaus Greifswald, offizieller Name Stiftung Theologisches Studienhaus Greifswald, wurde 1897 von Victor Schultze in der Steinstraße 3 in Greifswald als eine Einrichtung zur akademisch-theologischen Nachwuchsförderung gegründet. Seit 2007 ist das Studienhaus eine selbstständige Stiftung der Pommerschen Evangelischen Kirche beziehungsweise seit 2012 des Pommerschen Kirchenkreises der Nordkirche. Ihr Zweck ist es, in erster Linie Studierenden der Theologie und Religionspädagogik günstigen Wohnraum mit individueller Studienbegleitung zu bieten.

## Geschichte
Am 20. April 1897 wurde die Einrichtung von Victor Schultze in Greifswald gegründet. Mit Hermann Cremer erhielt es einen Schirmherrn, der Bibelexegese und Hausandacht zum inhaltlichen Kernprogramm werden ließ. Gedacht war das Studienhaus ursprünglich als eine Einrichtung zur akademisch-theologischen Nachwuchsförderung. Hier sollten Vertreter „positiver“ Theologie hervorgebracht werden. Auch wenn dieses Ziel ein Durchgangsstadium war, wurden noch lange viele Inspektoren Professoren. Albrecht Alt und Martin Noth sind von ihnen die bis heute bekanntesten. Die Geschichte des Hauses prägten vor allem die Studierenden. Seit 1966 werden auch Frauen aufgenommen. Zu vielen Studienhäusern in Deutschland bestehen freundschaftliche Kontakte.

Theologisches Studienhaus in Greifswald

## Leitung
Die Stiftung wird durch ein Kuratorium geleitet. Zu diesem gehören zwei Vertreter des Pommerschen Evangelischen Kirchenkreises, die vom Kirchenkreisrat benannt werden, der Dekan der Theologischen Fakultät, zwei ordentliche Professoren dieser Fakultät (darunter der Ephorus), die auf Vorschlag der Fakultät durch den Kirchenkreisrat berufen werden und der Senior des Studienhauses. Der Senior wird für zwei Semester aus der Bewohnerschaft des Hauses gewählt. 

## Ehemalige Bewohner
- Eberhard Natho (Kirchenpräsident der Evangelischen Landeskirche Anhalts)
- Carl Bertheau III. (Mitbegründer der Bekennenden Kirche in Hamburg)[2]

## Ehemalige Inspektoren
- Richard Grützmacher[3]
- Albrecht Alt
- Martin Noth
- Horst Beintker